# Under My Thumb
Under My Thumb („Unter meiner Fuchtel“) ist ein von Mick Jagger und Keith Richards geschriebenes Lied der englischen Rockband The Rolling Stones. Der Titel erschien erstmals auf dem 1966 veröffentlichten Album Aftermath.

## Liedtext
In Under My Thumb beschreibt der Sänger sein von gegenseitigen Machtspielen geprägtes Verhältnis zu einer jungen Frau. Diese hatte vormals einen dominanten Einfluss auf ihn ausgeübt, steht mittlerweile jedoch, wie der Sänger behauptet, unter seiner Fuchtel (engl. to be under someone’s thumb). Dies kommt auch durch die provokativen Äußerungen wie Ain’t it the truth babe? oder take it easy babe zum Ausdruck.

## Bezug zum Altamont Free Concert
Während das Lied bei dem Altamont Free Concert der Rolling Stones am 6. Dezember 1969 auf dem Altamont Speedway in Kalifornien gespielt wurde, erstach einer der Ordner aus Notwehr den Zuschauer Meredith Hunter, der eine Schusswaffe bei sich hatte. Der Song wurde unterbrochen. Die Stimmung im Publikum und bei den Ordnern der Hells Angels war durch Alkohol und andere Drogen außer Kontrolle geraten. Das Ereignis wurde gefilmt und fand seinen Niederschlag in dem Dokumentarfilm Gimme Shelter.